# Kruidige melkzwam
De kruidige melkzwam (Lactarius camphoratus) is een schimmel uit de familie Russulaceae. De soort groeit in bundels op rottend hout dat onder de grond zit. Hij vormt ectomycorrhiza met loofbomen, voornamelijk eiken (Quercus) in loofbossen en lanen op matig vochtige, voedselarme, kalkarme, zand- of leembodems.

## Kenmerken

### Uiterlijke kenmerken
Hoed
De hoed is 2,5 tot 5 cm in diameter en ingedeukt tot trechtervormig. De kleur is vleeskleurig tot donkeroranjebruin. In het midden is meestal een zwakke umbo aanwezig. 
Lamellen
De lamellen zijn breed aangehecht. De kleur is eerst bleek vleeskleurig en wordt later roestbruin.
Steel
De steel is hol ongeveer 1,5 × zo lang als de hoeddiameter en 5 tot 10 mm dik. De vorm is cilindrisch maar overlangs ingedeukt. Het oppervlak is droog met een heel dun zilverig deklaagje. De kleur is roodbruin en aan de basis donkerbruin.
Melksap
Het melksap is waterig wit, niet verkleurend en smaakt mild.
Geur
Een vers exemplaar ruikt naar lavas of maggi en is eetbaar.
Sporenprint
De sporenprint is roomwit tot gelig. 

### Microscopische kenmerken
De sporen zijn rond tot breed elliptisch en gemiddeld 6,9 tot 7,6 µm lang en 5,9 tot 6,4 µm breed. De Q-waarde (quotiënt van lengte en breedte van de sporen) is 1,05 tot 1,25. Het sporenornament is tot 1,2 µm hoog en steekt duidelijk uit. Het bestaat uit puntige, doornige wratten en enkele richels, waarvan sommige verbonden zijn door fijne lijntjes, maar slechts enkele gesloten mazen vormen. De basidia zijn 30 tot 45 µm lang en 8,5 tot 11 µm breed en dragen gewoonlijk vier sterigmata. 
De schaarse tot talrijke cheilocystidia aan de lamellaire rand zijn priemvormig, cilindrisch of spoelvormig en meten 23-45 × 3,5-7 µm. Daartussen bevinden zich individuele cilindrische knotsvormige en meerdere septate cellen die tot 45 µm lang en tot 6 µm breed zijn. 
De pleurocystidia zijn zeldzaam of afwezig. Indien aanwezig zijn ze priemvormig tot spoelvormig en meten ze 35–55 × 7–10 µm.
De hoedhuid (pileipellis) is een 60 tot 90 µm dik hyphoepitheel. Bij dit type hoedenhuid heeft de hoedenhuid een min of meer tweelaagse structuur. De onderste laag (subpellis) bestaat uit tamelijk ronde, 15 tot 40 µm lange en 12 tot 25 µm brede hyfencellen, terwijl de bovenste laag cilindrische hyfeneindcellen bevat die 12 tot 35 µm lang en 4,5 tot 7,5 µm breed zijn. De langgerekte hyfeneindcellen vallen niet erg op en zijn vaak min of meer samengedrukt.

## Soortbegrenzing
De kruidige melkzwam wordt gekenmerkt door de donkere, doffe kleuren, de waterige melk en de sterke geur van Maggi-kruiden. De geur wordt echter pas merkbaar als deze opdroogt. De verse paddenstoel ruikt enigszins naar bladwantsen en kan daarom verward worden met de gelijkaardige Lactarius subdulcis.
Daarnaast vertoont de kruidige melkzwam grote gelijkenis met de rossige melkzwam (Lactarius rufus) en Lactarius badiosanguineus, die beide op vergelijkbare locaties kunnen voorkomen. In tegenstelling tot de kruidige melkzwam smaakt de rossige melkzwam extreem heet en heeft een geheel andere structuur van de hoedhuid. Lactarius badiosanguineus smaakt daarentegen mild tot licht bitter. Ook zijn hoedenhuid is anders gestructureerd en zijn vlees wordt geel als hij wordt gesneden.
Een andere soortgelijke soort is de watermelkzwam (Lactarius serifluus), die ook onaangenaam naar bladwantsen ruikt, maar verder gelegen lamellen heeft. De hoed is min of meer oranjebruin van kleur en heeft een lichtere, geelbruin gekleurde rand. Het wordt gevonden in loofbossen, meestal onder eiken en beuken. De twee soorten zijn microscopisch van elkaar te onderscheiden doordat de watermelkzwam geen cystidia heeft.
Ook de viltige maggizwam (Lactarius helvus) vertoont enige gelijkenis. Zelfs als hij vers is, ruikt hij naar maggi en wordt hij gekenmerkt door zijn waterheldere melk. Het is een typische bewoner van zure, vochtige bossen of komt voor in of aan de rand van heidevelden.

## Verspreiding

Europees verspreidingsgebied

In Nederland is deze zwam een algemene soort. Hij groeit van zomer tot de herfst in lanen en loofbossen. Vooral onder eiken en soms onder beuken of naaldbomen.

## Foto's

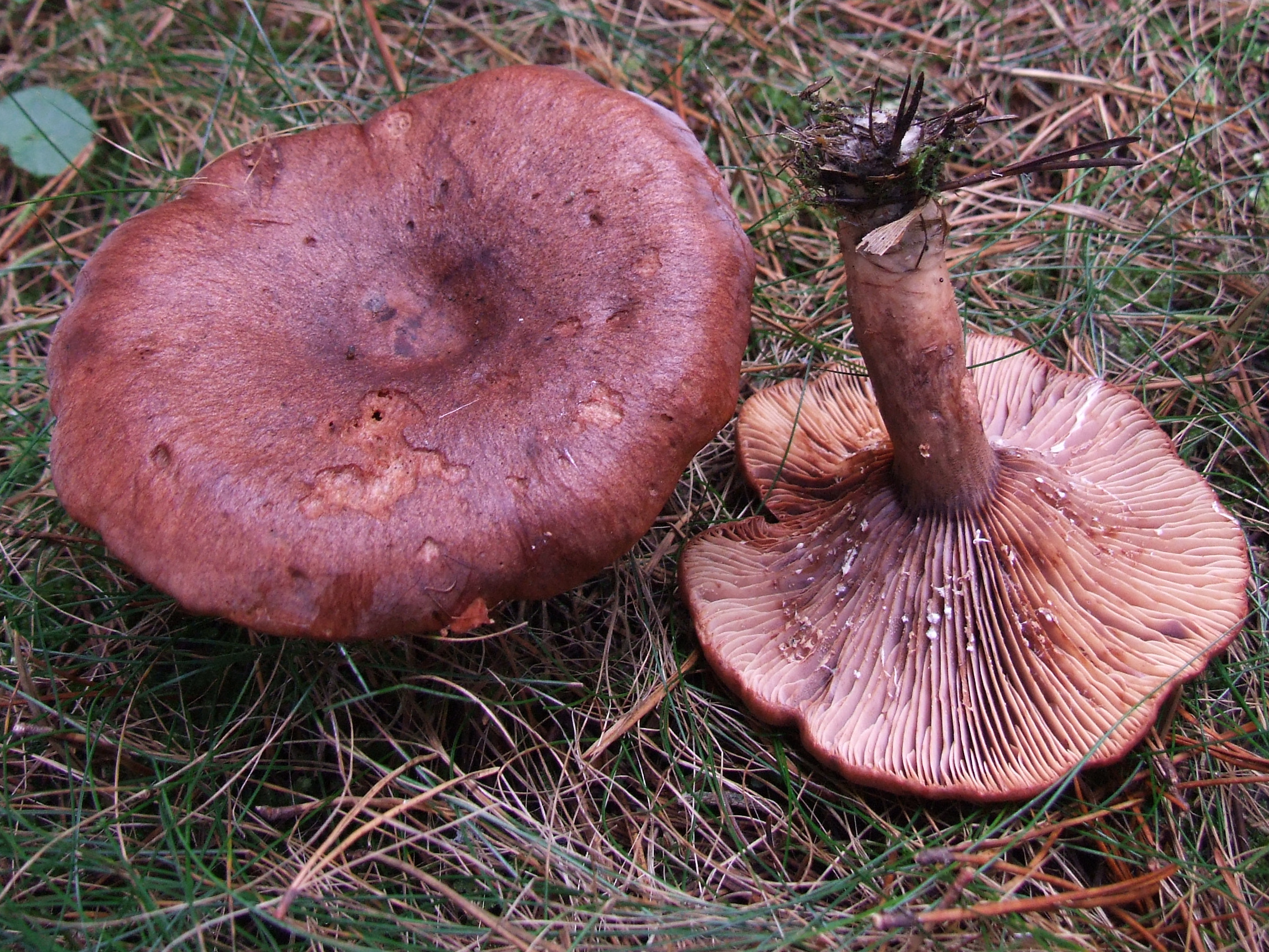
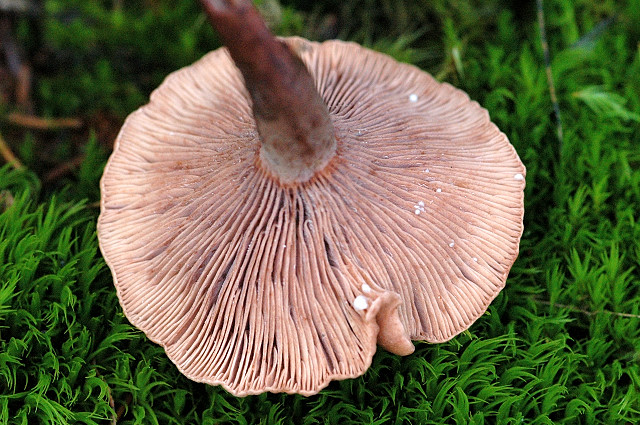
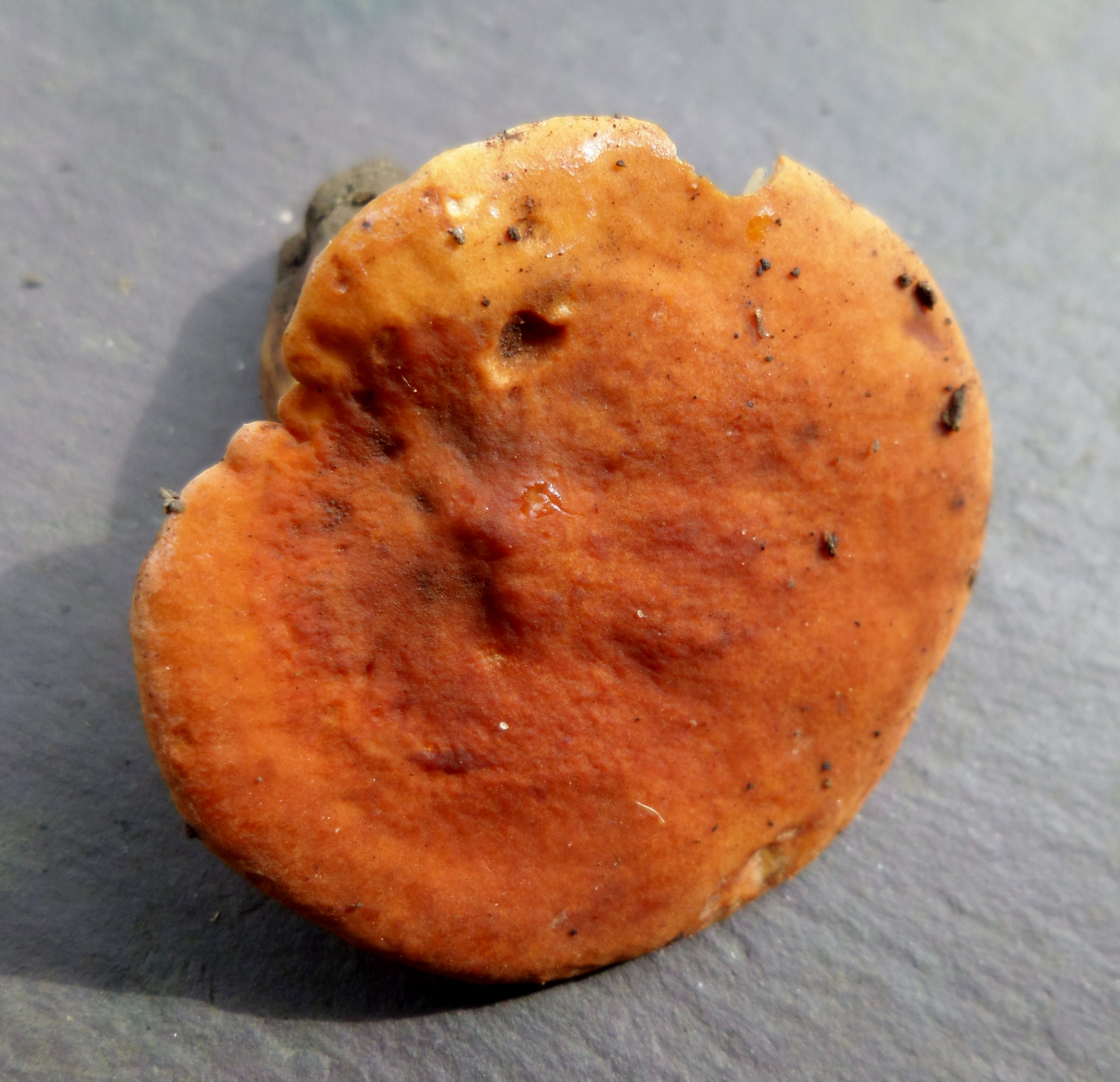
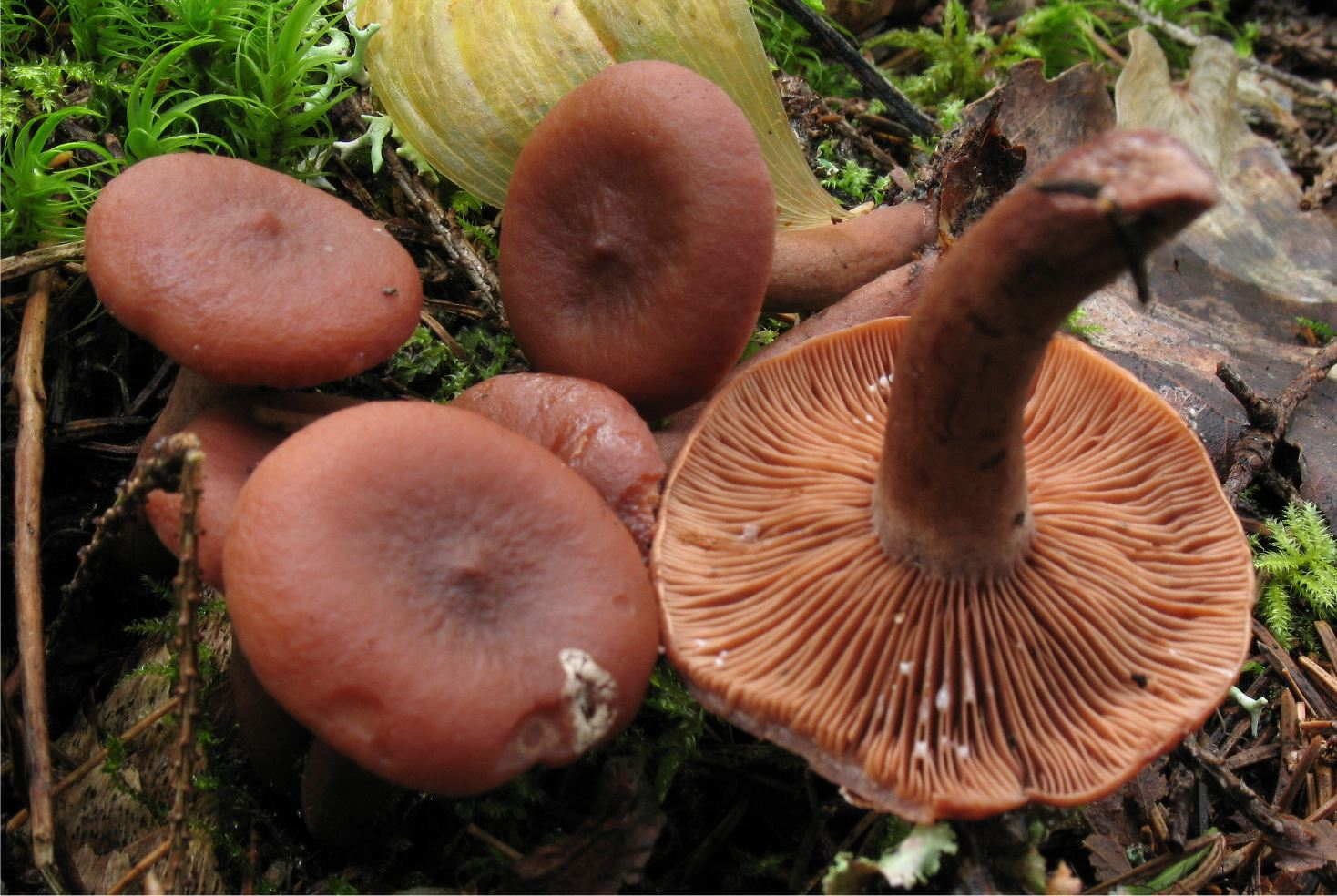